# Rolf Gattermann
Rolf Gattermann (* 10. Juli 1949 in Groß Börnecke; † 30. Juni 2006 in Halle (Saale)) war ein deutscher Zoologe. Seine Forschungsgebiete waren besonders die Verhaltensbiologie, Soziobiologie, Chronobiologie und die molekulare Zoologie verschiedener eurasischer Hamsterarten.
Er war bis zu seinem Tode Inhaber des Lehrstuhls für Allgemeine Zoologie der Martin-Luther-Universität Halle-Wittenberg. Seit 2003 war er ordentliches Mitglied der Sächsischen Akademie der Wissenschaften.

## Werke in Auswahl
- als Hrsg.: Wörterbuch zur Verhaltensbiologie der Tiere und des Menschen. 2. Auflage. Spektrum, München 2006, ISBN 3-8274-1703-1.
- mit V. Neumann: Geschichte der Zoologie und der Zoologischen Sammlung an der Martin-Luther-Universität Halle-Wittenberg von 1769 bis 1990. Verlag der Sächsischen Akademie der Wissenschaften zu Leipzig, 2005, ISBN 3-7776-1391-6.